# Nadleśnictwo Złotów
Nadleśnictwo Złotów – nadleśnictwo z siedzibą w Złotowie, w województwie wielkopolskim. Podlega Regionalnej Dyrekcji Lasów Państwowych w Pile. Nadleśnictwo Złotów powstało w 1945 roku.

## Obszar
Nadleśnictwo Złotów znajduje się w północnej części województwa wielkopolskiego na terenie powiatu pilskiego (gmina Łobżenica) i złotowskiego (miasta Złotów i Krajenka, gminy Złotów, Krajenka, Zakrzewo, Tarnówka i Lipka). Cały obszar położony jest na obszarze nizinnym, gdzie dominującymi są tereny równe. Należą do nich: płaskie obszary denno-morenowe, równiny sandrowe oraz torfowiska i obszary bagienne.
W jego skład wchodzi 12 leśnictw: Augustowo, Kujan, Leśnik, Łączyń, Łobzonka, Paruszka, Plecemin, Potok, Rudna, Wąsosz, Wierzchołek i Witrogoszcz.

## Zasoby leśne
Udział siedlisk leśnych
- 42,7% – borowe, czyli drzewostany z przewagą gatunków iglastych, najczęściej sosny i świerku
- 53,5% – lasowe, czyli drzewostany z przewagą gatunków liściastych
- 3,8% – olsy

Udział gatunków lasotwórczych
- 73% – sosna
- 8% – brzoza brodawkowata
- 7% – dąb szypułkowy i bezszypułkowy
- 4,5% – olsza czarna
- 7,5% – pozostałe

Średni wiek drzewostanów to 62 lat, przeciętna zasobność grubizny to 290m3/ha.

## Fauna i flora
W lasach nadleśnictwa występują 33 gatunki roślin objętych ochroną ścisłą i 18 objętych ochroną częściową. Gatunkami owadów pod ochroną są pachnica dębowa, tęgosz rdzawy, czerwończyk nieparek, straszka północna, żagnica torfowcowa, żagnica zielona oraz zalotka białoczelna. Na terenie Nadleśnictwa występuje 10 gatunków płazów i 5 gatunków gadów objętych ochroną gatunkową. Awifauna reprezentowana jest przez 158 gatunków spośród których około 110 to gatunki lęgowe. Wokół gniazd bielika, bociana czarnego i orlika krzykliwego powołano strefy ochrony. Zwierzyna łowna reprezentowana jest głównie przez jelenie, daniele, sarny i dziki, a wśród zwierzyny drobnej: jenot, lis, borsuk, kuna leśna, tchórz, norka amerykańska, piżmak, zając, kuropatwa i bażant. Okresowo pojawiają się łosie.